# Planet Waves
| 전문가 평가                   | 전문가 평가 |
| 평가 점수                     | 평가 점수   |
| 출처                          | 점수        |
| ----------------------------- | ----------- |
| AllMusic                      | [ 1 ]       |
| Christgau's Record Guide      | A–          |
| Entertainment Weekly          | C+          |
| MusicHound Rock               | 3.5/5       |
| The Rolling Stone Album Guide | [ 5 ]       |
| Tom Hull                      | B+          |

《Planet Waves》는 미국의 싱어송라이터 밥 딜런의 열네 번째 스튜디오 음반으로, 1974년 1월 17일 미국의 어사일럼 레코드와 영국의 아일랜드 레코드에서 발매되었다.
딜런은 음반 발매 후 주요 재결합 투어(라이브 음반 《Before the Flood》에 수록된 문서)에 참여했던 오랜 협력자 더 밴드의 지지를 받고 있다. 성공적인 투어와 많은 홍보로, 《Planet Waves》는 미국 빌보드 200 차트 1위, 즉 아티스트로서는 처음이자 영국에서는 7위에 잠시 머무르며 히트했다. 비평가들은 당시 밥 딜런 음반(《Self Portrait》과 《Dylan》)과 함께 했던 것만큼 부정적인 것은 아니었지만, 여전히 이 음반의 브랜드인 느긋한 루츠 록에는 열광하지 않았다.
이 음반은 원래 1965년 음반 《Bringing It All Back Home》에서 〈Love Minus Zero/No Limit〉을 참조한 《Ceremonies of the Horsemen》라는 제목의 음반으로 예정되어 있었는데, 딜런이 막판에 타이틀을 바꾸기로 결정하면서 발매가 2주 연기되었다. 또 다른, 아까는 작업 제목이 웨딩송이었다.

## 삽화
커버 아트는 딜런이 직접 그렸다. 커버 이미지의 오른쪽에는 "Cast-iron songs & torch ballads"라는 문구가 쓰여 있어 딜런의 음반에 대한 자신의 생각을 알리는 것으로 보인다. 왼쪽에는 "Moonglow"라고 쓰여 있는데, 자막으로 해석되기도 한다. 이 음반의 원래 뒷 작품은 손으로 쓴 것으로, 왼쪽에는 길고 장황한 에세이가 있다. 중앙에는 리처드 마누엘의 성이 "마누엘"이라는 철자가 틀렸음에도 불구하고 연주자들의 이름이 나열되어 있다. 최초 공개에는 또한 삽입물이 포함되어 있었는데, 이 삽입물은 딜런의 개인 일지에서 발췌한 것으로 알려졌다.

## 곡 목록
모든 곡들은 밥 딜런에 의해 작사/작곡하였다.
| #  | 제목                             | 재생 시간 |
| -- | -------------------------------- | --------- |
| 1. | 〈On a Night Like This〉         | 2:57      |
| 2. | 〈Going, Going, Gone〉           | 3:27      |
| 3. | 〈Tough Mama〉                   | 4:17      |
| 4. | 〈Hazel〉                        | 2:50      |
| 5. | 〈Something There Is About You〉 | 4:45      |
| 6. | 〈Forever Young〉                | 4:57      |

| #  | 제목                  | 재생 시간 |
| -- | --------------------- | --------- |
| 1. | 〈Forever Young〉     | 2:49      |
| 2. | 〈Dirge〉             | 5:36      |
| 3. | 〈You Angel You〉     | 2:54      |
| 4. | 〈Never Say Goodbye〉 | 2:56      |
| 5. | 〈Wedding Song〉      | 4:42      |

## 인증
| 국가                       | 인증 | 판매량/출하량 |
| -------------------------- | ---- | ------------- |
| 영국 (BPI)                 | 실버 | 60,000^       |
| 미국 (RIAA)                | 골드 | 500,000^      |
| ^출하량을 기반으로 한 인증 |      |               |